# Kaltaufgabesystem
Ein Kaltaufgabesystem (abgekürzt KAS), im Englischen auch PTV injector (programmed temperature vaporising injector), ist ein Bauteil eines Gaschromatographen.

## Arbeitsweisen
Das von Wolfgang Vogt und Kollegen in den 1970er Jahren entwickelte Prinzip ermöglicht es, temperaturlabile Substanzen in das chromatographische System einzuschleusen. Der Injektor selbst kann sowohl gekühlt werden (meist mit flüssigem Stickstoff) als auch nach der Injektion mit Temperaturprogrammen aufgeheizt werden. Kaltaufgabesysteme können auch zur Ausblendung des Lösemittels verwendet werden und so größere Injektionsmengen (LVI) in der Gaschromatographie ermöglichen. Eine mögliche Anwendung ist auch das Ausfrieren flüchtiger Substanzen aus einem kontinuierlichen Gasstrom bei der Analytik von gasförmigen Proben.
Wenn es nur um eine splitlose und schonende Probenaufgabe geht, bieten On-Column-Injektoren eine preislich günstigere Variante.